# Sasaki Hitoshi (1973)
Hitoshi Sasaki (sinh ngày 9 tháng 7 năm 1973) là một cầu thủ bóng đá người Nhật Bản.

## Sự nghiệp câu lạc bộ
Hitoshi Sasaki đã từng chơi cho Bellmare Hiratsuka, Avispa Fukuoka và Yokohama FC.